# Теймур бин Фейсал
Султан Теймур бин Фейсал бин Турки (1886 – 1965) управлява Маскат и Оман от 1913 до 1932. Наследява султаната на баща си Фейсал бин Турки. През 1932 абдикира в полза на най-големия си син Саид бин Теймур. Управлението на Теймур се свързва с неспособността му да се справи с вътрешнополитическите и икономическите проблеми на страната.

## Произход
Теймур бин Фейсал е най-възрастният син на Фейсал бин Турки. Роден е през 1886 в Маскат, днешната столица на Оман.

## Управление
На 15 октомври 1913 става султан на Маскат и Оман поради смъртта на своя баща, султан Фейсал бин Турки. Проблемите, пред които е изправен, са външните дългове и размириците в страната, причинени от различните племена.
Главатарят на племето ал Харт шейх Иса ибн Сали напада сърцето на държавата на Теймур през 1915, но Теймур успява да го изтласка с британска помощ. Шейх Иса продължава да контролира вътрешността на страната, а Теймур – столицата и крайморските територии.
Подписва Сибския договор през 1920 с британска помощ, което гарантира трайната власт на племенните главатари. Теймур контролира жизненоважната област около Маскат и представлява Оман в чужбина. Договорът осигурява свободата на движение и намалени мита. Като компенсация за отстъпките Британска Индия дава заем на Теймур, за да изплати своите дългове. Този заем трябва да се върне до 10 години. През 20-те години Теймур губи контрола върху икономиката, прахосвайки хазната за своята лична облага.
Управлява страната до 10 февруари 1932, когато абдикира под британско влияние. Той е едва на 47 години. Наследен е от своя 22-годишен син Саид бин Теймур. Живее в чужбина, главно в Индия. Има четирима сина и една дъщеря, като е сключвал брак шест пъти.
Умира на 79 години в Бомбай, където е погребан.